# Saltimbocca alla romana

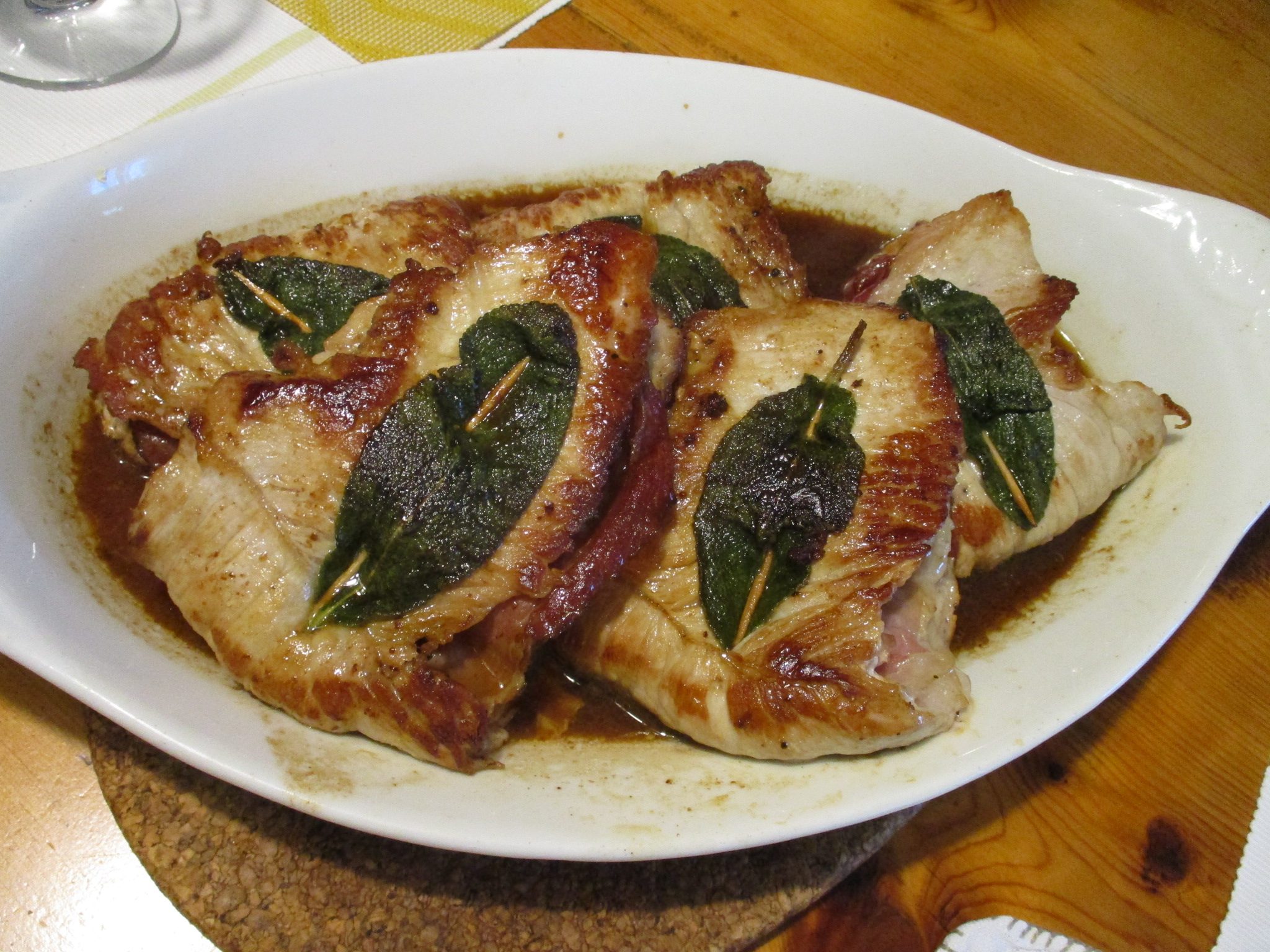
Saltimbocca alla Romana

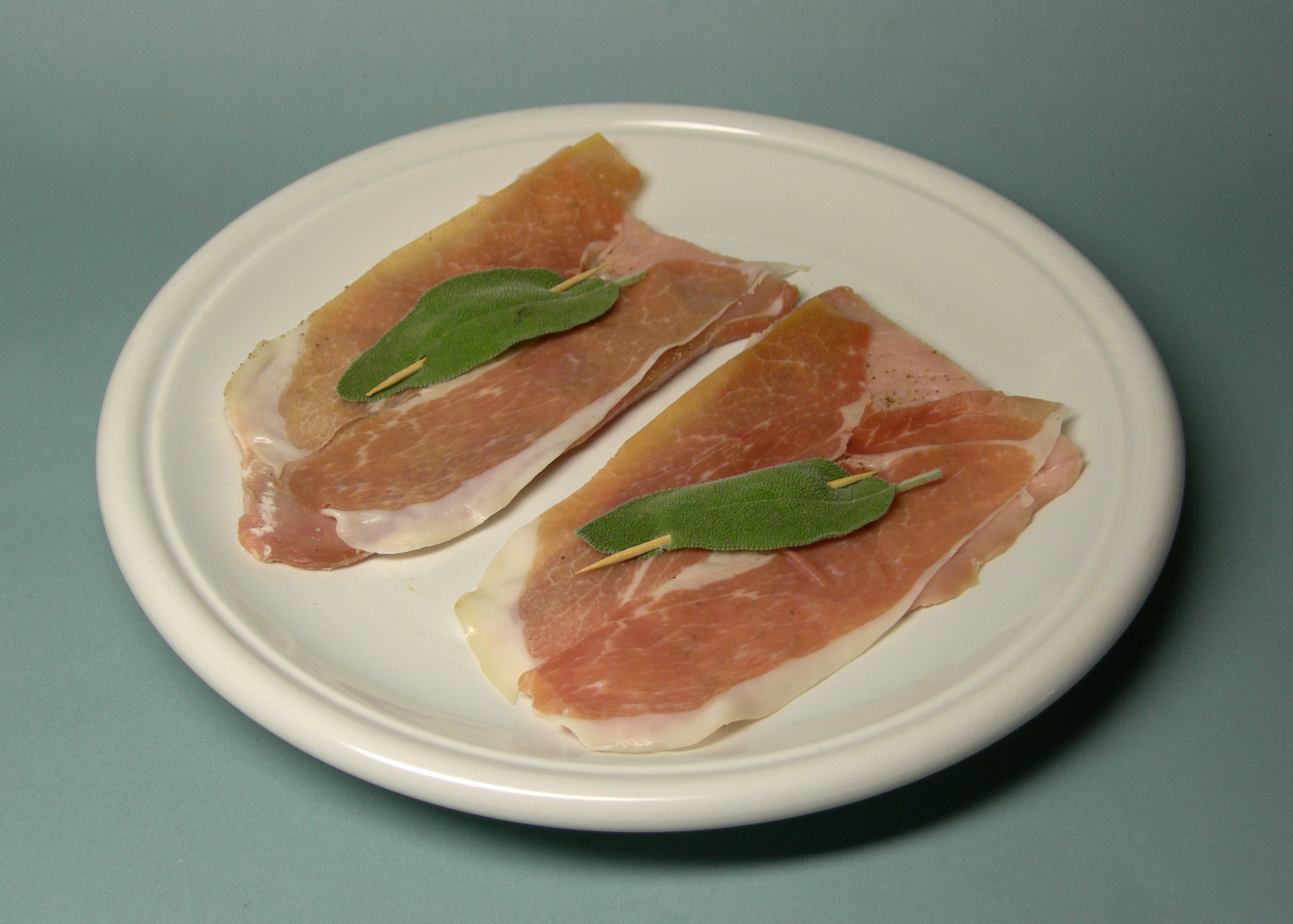
Vorbereitete Schnitzel mit Schinken und Salbei

Saltimbocca alla romana (italienisch saltare, „springen“; italienisch bocca, „Mund“; deutsch „spring in den Mund!“) ist in der italienischen Küche eine Hauptspeise, die aus einem gebratenen Kalbsschnitzel mit Schinken und Salbei besteht.

## Allgemeines
Ursprünglich stammt sie aus der römischen Küche (deshalb italienisch alla romana), bzw. im römischen Dialekt: Salt’ im bocca! („Spring in den Mund!“), breitete sich jedoch in ganz Italien aus.
Das Rezept veröffentlichte Pellegrino Artusi 1891 in „La scienza in cucina e l’arte di mangiar bene“.

## Zubereitung
Zur Zubereitung werden kleine, ca. 0,5 Zentimeter dünne Schnitzel geklopft und mit einer Scheibe luftgetrocknetem Schinken (z. B. Parmaschinken) und einem Salbeiblatt belegt. In manchen Rezepten werden sie zusammengeklappt oder gerollt, so dass der Schinken im Inneren liegt. Anschließend werden die Schnitzel in Mehl gerieben und mit Butter kurz gebraten, mit Wein abgelöscht und zu Ende gegart. Serviert werden sie zusammen mit dem eventuell mit etwas Butter montierten Bratenfond. Vorzugsweise wird Marsala-Sauce verwendet.
Die Schnitzel können auch gerollt werden und heißen dann Involtini, die oft auch Saltimbocca genannt werden. Andere Zutaten wie Geflügel oder Fisch können auf die gleiche Art zubereitet werden, müssen dann korrekt aber „nach Saltimbocca-Art“ genannt werden.